# Zweifarbenfischer
Der Zweifarbenfischer (Chloroceryle inda) ist ein Eisvogel der Neotropis.

## Merkmale
Der Zweifarbenfischer erreicht eine Gesamtlänge von 24 cm und ein Gewicht von 46–60 g. Oberseits ist der Vogel schimmernd dunkelgrün und unterseits rotbraun gefärbt. Die Flügel weisen, besonders beim Weibchen, eine feine weiße Strichelung auf. Nur das Weibchen hat ein breites grün-weißes Brustband.

## Vorkommen
Das Verbreitungsgebiet erstreckt sich vom südöstlichen Nicaragua, Costa Rica und Panama bis zum Golf von Guayaquil und östlich der Anden über das nördliche Südamerika bis an die Atlantikküste des brasilianischen Bundesstaates Santa Catarina.
Der Zweifarbenfischer kommt von Meereshöhe bis zu einer Seehöhe von 400 m vor. Er ist ein Bewohner von dichten Wäldern an fließenden Gewässern, Sumpfwäldern und Mangroven.

## Verhalten
Der Zweifarbenfischer jagt von einem Ast aus im Wasser nach Beute. Die Nahrung besteht aus bis zu 12 cm langen Fischen sowie aus Garnelen.

## Fortpflanzung
Über die Brutbiologie des Zweifarbenfischers ist wenig bekannt. Das Gelege besteht aus drei bis fünf Eiern.